# Schloss Strehla

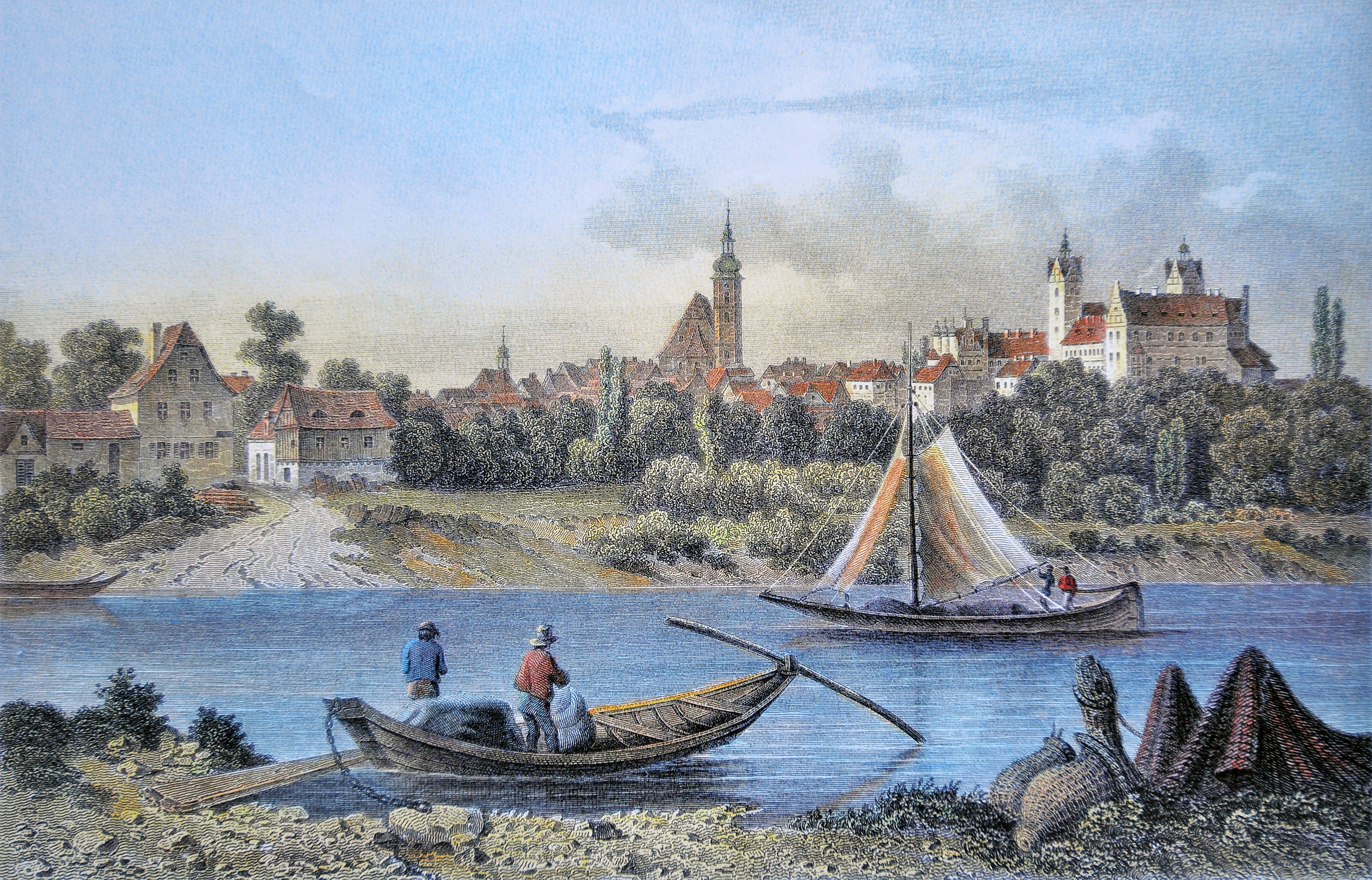
Strehla um 1850

Die Burg Strehla, das spätere Schloss Strehla, befindet sich auf einem steil zur Elbe abfallenden Hügel in der Stadt Strehla im Landkreis Meißen in Sachsen.

## Geschichte
Schon vor 900 soll es an dieser Stelle einen slawischen Herrschersitz gegeben haben. Wahrscheinlich ist die Burg Strehla eine der ersten Gründungen in diesem Gebiet. Die Höhenburg wurde zum Schutz eines Flussübergangs in der Nähe einer Furt nach 928 erbaut und 1064 mit einem Burgward erwähnt. In einem Konflikt zwischen dem deutschen König Heinrich II. und dem polnischen Herzog Bolesław I. Chrobry wurde die Burg im Jahr 1002 niedergebrannt.
1064 waren die Bischöfe von Naumburg Besitzer der Burg. Danach dürften die Herren von Strele damit belehnt gewesen sein. Ab Beginn des 13. Jahrhunderts wurden diese dann mit Herrschaften in der Lausitz belehnt und starben 1384 aus.
1384 kam die Burg als Lehen an die aus Böhmen stammenden Herren von Pflugk. Mitte des 17. Jahrhunderts fanden ein Adam von Pflugk und Gattin Martha von Starschedel als Grundbesitzer von Strehla Erwähnung. Im 18. Jahrhundert ist ein Dam Siegismund von Pflugk der Herr auf Strehla und Oberaufseher des Fürstentums Meißen. Er war verheiratet mit Juliana Tugendreich von Thümen. Ihr Erbe wurde der Sohn und sächsische Kammerherr Wilhelm Siegismund Julius von Pflugk.
Der Grundbesitz mit dem Schloss und den Görziger und Trebnitzer Anteilen und weiteren Grundstücken, gesamt 322 ha, blieb bis 1945 im Besitz der Familie von Pflugk. Um 1925 war das Gut in Pacht bei Franz Klefeker. Eigentümer war damals Otto Ewald Wilhelm Georg von Pflugk (1862–1931), verheiratet mit Ella von Metzsch-Reichenbach (1866–1950), die bis zu ihrem Tod in Strehla lebte. Das Schloss wurde nach dem Gothaischen Genealogischen Taschenbuch Anfang der 1940er Jahr auch von der Familie des Oberstleutnant a. D. Adolf von Zeschau, respektive von seiner Witwe Wanda Helen geb. Prager-Suffert bewohnt, die ebenso in Strehla blieb. Georg jun. von Pflug, der im Schloss Strehla aufwuchs, wiederum betreute Gut Tiefenau bei Wülkenitz.
Nach der Enteignung derer Pflugk wurde Schloss Strehla u. a. als Kinderheim und in der Nachwendezeit als Künstlerdomizil genutzt und ist seit 1994 in Privatbesitz. Die Sturmschäden an den Dächern, Giebeln und Schornsteinen vom Januar 2018 sollten noch im selben Jahr repariert werden.

## Anlage
Aus dem Jahr 1335 stammt der älteste Gebäudeteil, der als Ruine erhaltene Rittersaal zwischen den beiden mächtigen Türmen. Deren untere Teile stammen aus dem 13. bis 14. Jahrhundert, die spätgotischen Zellengewölbe in den Obergeschossräumen stammen aus der Zeit um 1530, die Giebelaufsätze und Dachtürmchen wurden gegen Ende des 16. Jahrhunderts hinzugefügt. Im 15. bis 16. Jahrhundert wurde die Burg als Schloss neu aufgebaut und der Nordflügel 1890 nach einem Brand wiedererrichtet. Das Torhaus zum vorderen Schlosshof wurde um 1560 gebaut und mit Zwerchhäusern und Giebeln geschmückt. Das Schloss bildet ein geschlossenes Geviert mit Architekturformen der Spätgotik und Renaissance, der elbseitige Flügel, erbaut um 1530 für Otto Pflugk, besitzt einen spätgotischen Backsteingiebel mit Maßwerkmuster, die Treppentürme im Schlosshof tragen Renaissancegiebel. Die zellengewölbte „Trinkstube“ im Südwestturm wurde 1532 mit einer reichen Ausmalung versehen, die dem Kreis um Lucas Cranach zugeschrieben wird.
Das Schloss ist von einem weitläufigen englischen Landschaftspark mit teilweise altem Baumbestand umgeben, der sich den Berghang bis zur Elbe hinunterzieht.

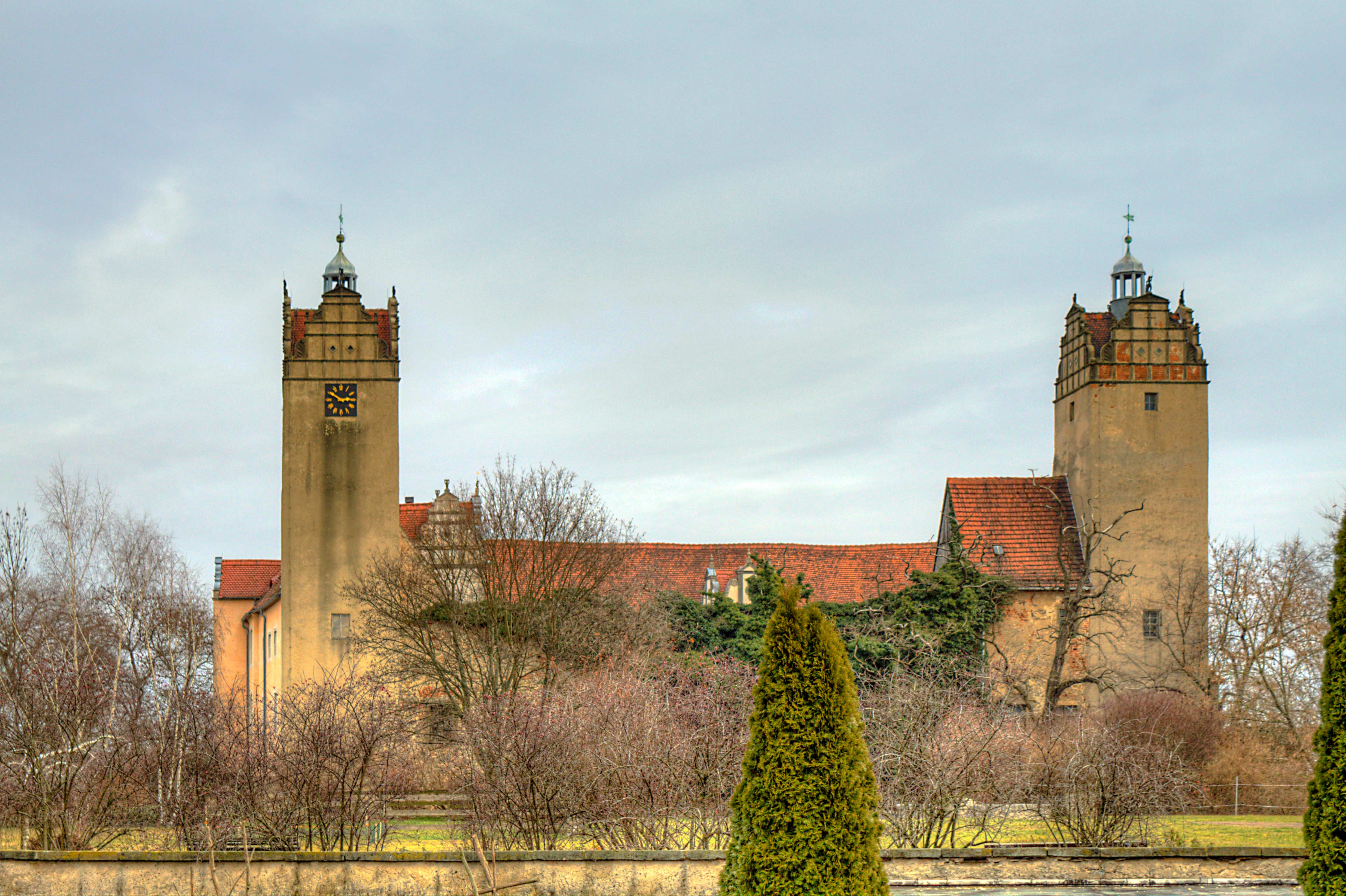
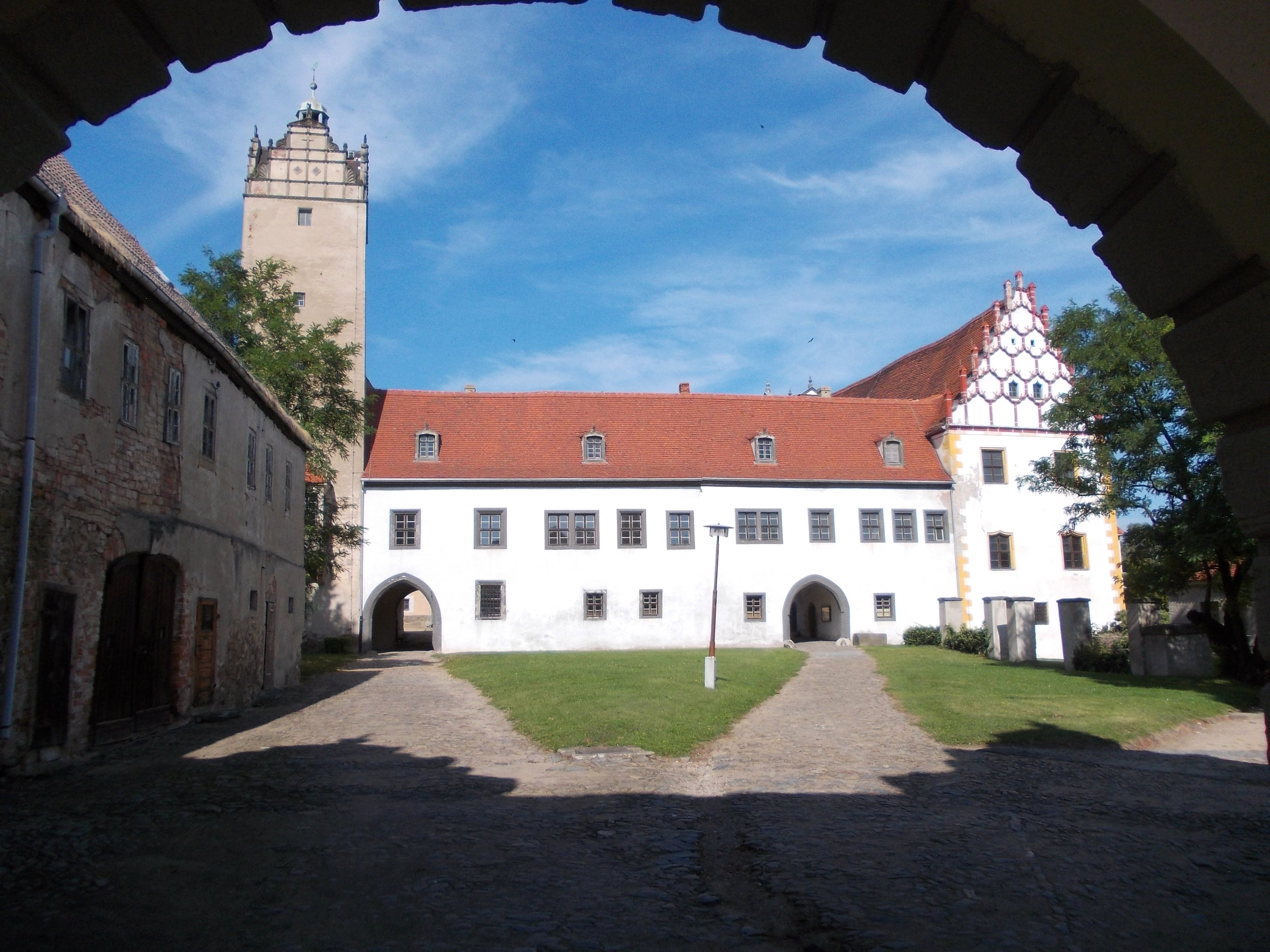
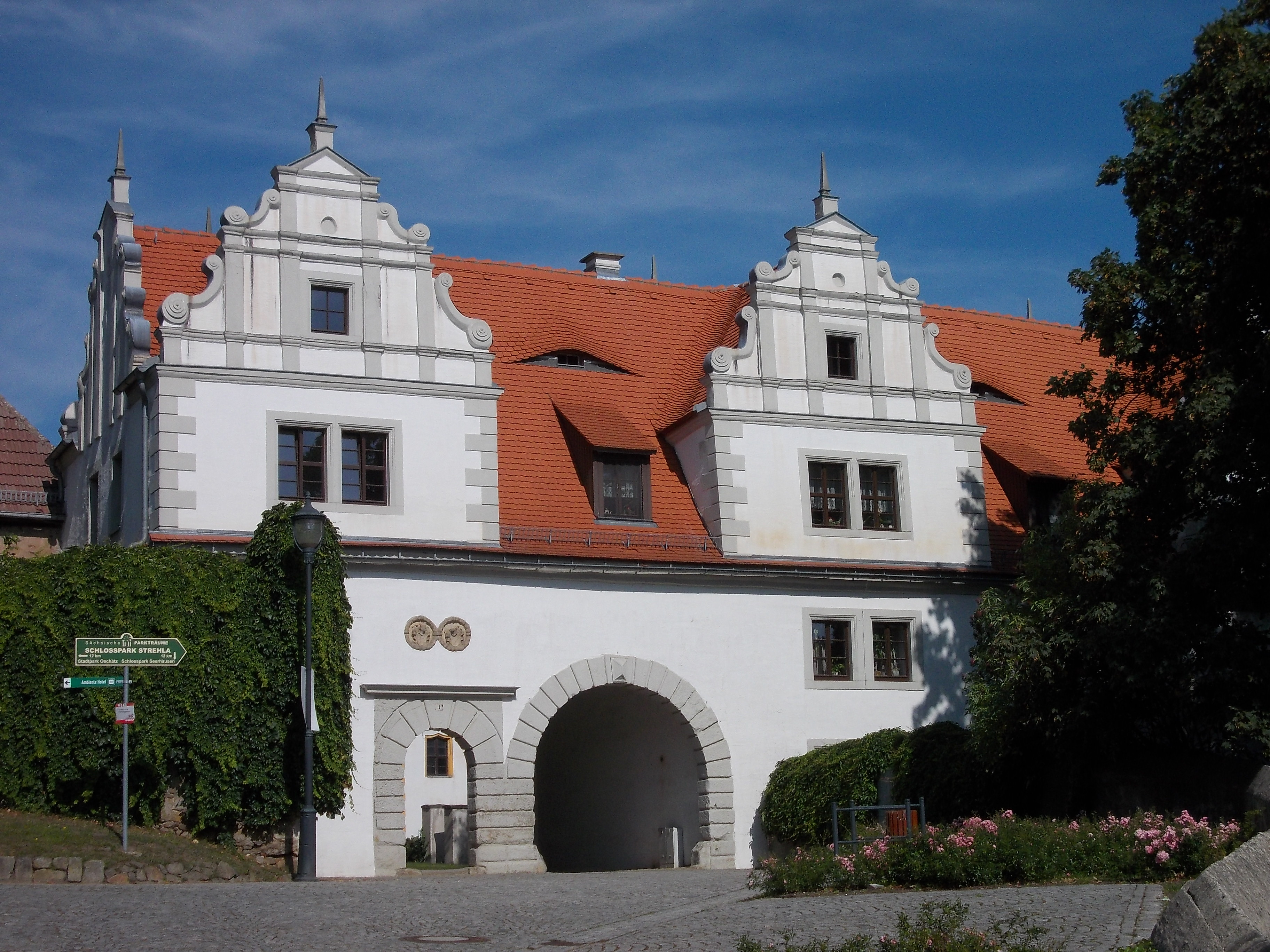
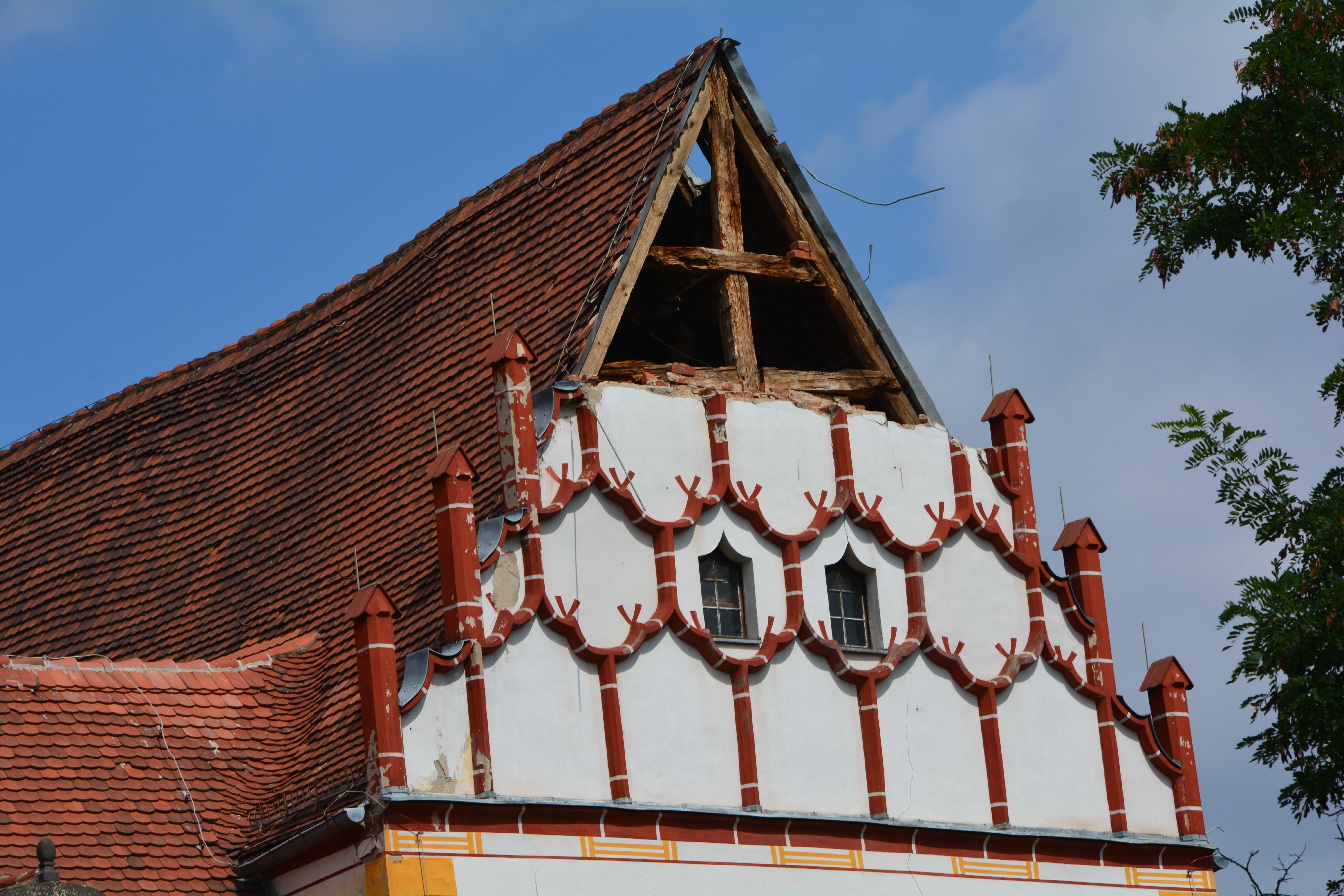
Zustand Sommer 2018
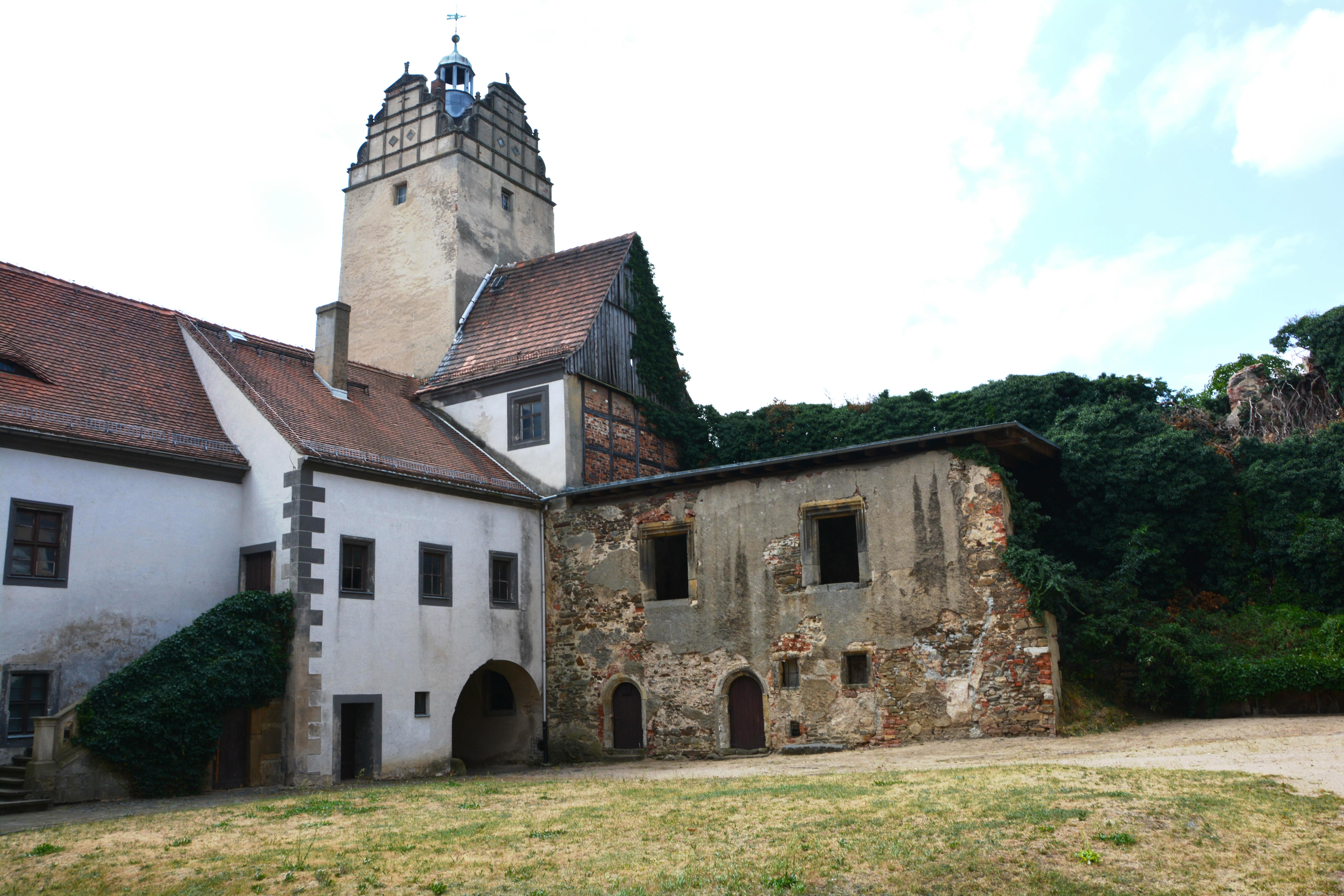
Zustand Sommer 2018
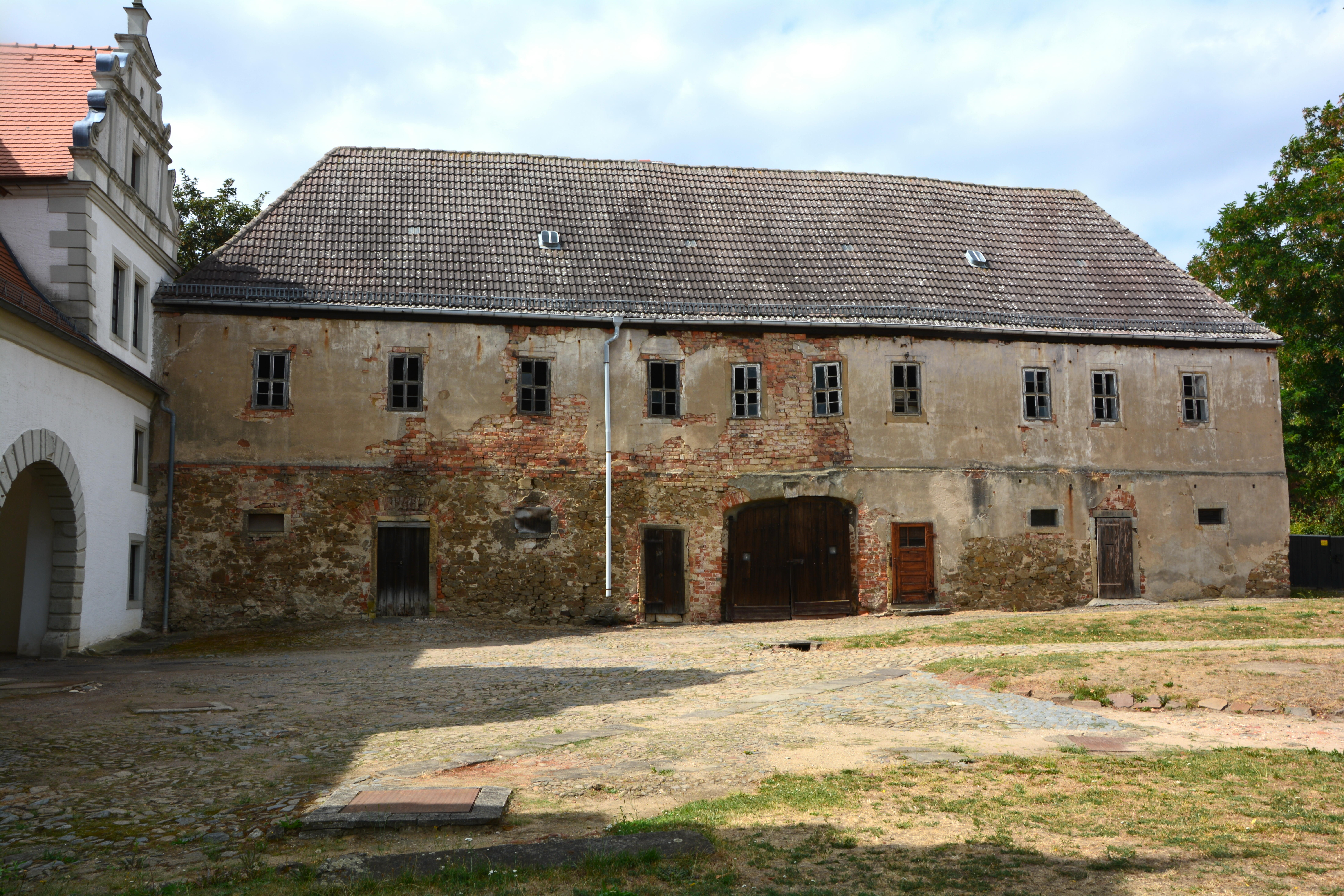
Zustand Sommer 2018

### Architektur
- Matthias Donath: Burgen & Schlösser in Sachsen. M. Imhof Verlag, Petersberg, 2012, S. 134. ISBN 978-3-86568-768-5.
- Hans Krumbholz: Burgen, Schlösser, Parks und Gärten. Tourist-Verlag, Berlin/Leipzig 1984. DNB
- Heinz Taupitz: Geschichte und Baudenkmale der tausendjährigen Stadt Strehla. In: Erzählungen und Darstellungen aus unserer Heimatstadt Strehla, 5, Strehla 1983. DNB
- Fritz Rauda: Schloss Strehla, die fast tausendjährige Elbwarte. In: Mitteilungen des Landesverein Sächsischer Heimatschutz Band XIX, Heft 9–12/1930, Dresden 1930, S. 428–447.

### Genealogie
- Walter von Hueck, Klaus von Andrian-Werburg, Friedrich Wilhelm Euler: Genealogisches Handbuch der Adeligen Häuser A, Band XIX, Band 92 der Gesamtreihe GHdA, C. A. Starke, Limburg an der Lahn 1987, S. 428–429. ISSN 0435-2408.
- Gothaisches Genealogisches Taschenbuch der Adeligen Häuser A 1941, zugleich Adelsmatrikel der Deutschen Adelsgenossenschaft, Jg. 40, Justus Perthes, Gotha 1940, S. 616.
- Niekammer`s Landwirtschaftliche Güter-Adreßbücher, Band IX, Freistaat Sachsen, Verzeichnis sämtlicher Rittergüter und Güter. Nach amtlichen Quellen und auf Grund direkter Angaben bearbeitet. 3. Auflage, Hrsg. Ernst Ullrich, Ernst Seyfert, Reichenbach`sche Verlagsbuchhandlung, Leipzig 1925, S. 409.